# Stóg (Góry Bystrzyckie)
Stóg (niem. Strohhaube, 662 m n.p.m.) –  szczyt w południowo-zachodniej Polsce, w Sudetach Środkowych w północnej części wierzchowiny Gór Bystrzyckich. 
Kopulasty szczyt porośnięty lasem świerkowym regla dolnego znajduje się w północnej części zbocza Kamiennej Góry pomiędzy potokami Wijka i Wielisławka.